# Hildegard Franz
Hildegard Franz (Tubinga, 6 de febrero de 1921-7 de mayo de 2013) fue una ama de casa alemana que fue encarcelada por los nazis en los campos de concentración de Buchenwald, Ravensbrück y Auschwitz. Fue condecorada con la Cruz de la Orden del Mérito de la República Federal de Alemania.

## Biografía
Franz nació en Tubinga y creció en Ravensburg. Después de haber sido internada en el campamento de trabajo gitano en Ravensburg en 1936, allí fue examinada en 1937 por el Racial Hygienic Research Center. En este campamento el 13 de marzo de 1943, seleccionaron treinta y seis niños, hombres y mujeres y el 15 de marzo de 1943 fueron deportados del depósito de carga de Stuttgart al recién creado “campo de gitanos en Auschwitz”. En ese momento ella estaba casada y tenía tres hijas de edades comprendidas entre los tres años y los siete meses. Estaba registrada allí y tatuada con el número de recluso Z 4734. No se dan las fechas de muerte de los niños, el transporte posterior de Hildegard Franz estaba programado para el 15 de abril. Ese día, dos grandes grupos de prisioneros, 884 hombres y 473 mujeres, fueron deportados a los campos de concentración de Buchenwald y Ravensbrück.
Más tarde, Franz fue utilizada en el campo de concentración de Buchenwald como trabajadora forzada en el sector de armamentos. Fueron liberados por los estadounidenses en una marcha de la muerte en Turingia. Su esposo murió en el campo de concentración de Bergen-Belsen.
Después de la guerra, ella y otras cinco mujeres regresaron a Ravensburg. En el sitio del antiguo campo forzado ahora hay alojamiento en los barracones del campo, que fue un punto de encuentro social hasta bien entrada la década de 1980. En 1957, recibió una compensación única de 150 marcos por su persecución por parte del estado nazi como compensación por la privación de libertad de sus hijos, no por su muerte. No fue sino hasta 2001 que pudo recibir una pensión mensual de víctima mensual. 
En 2003 y 2007, pronunció sendos discursos en el recinto del antiguo campo de concentración de Buchenwald en los actos conmemorativos organizados por el Comité Internacional del Campo de Concentración de Buchenwald con motivo de los respectivos aniversarios de la liberación. En el Congreso Católico de 2004 mantuvo una conversación con testigos presenciales.  
Franz, quien también había recibido numerosos reconocimientos de la ciudad de Ravensburg, murió el 7 de mayo de 2013 a la edad de 92 años por neumonía. Está enterrada en el cementerio de la ciudad de Rottweil.

## Reconocimientos
Después de que el movimiento por los derechos civiles ganara fuerza, Franz dio muchas conferencias, incluso en clases escolares, y recibió numerosos reconocimientos. Recibió la Cruz de la Orden del Mérito de la República Federal de Alemania por su lucha incansable contra el olvido y por la reconciliación de los pueblos.  
En 2005, su historia fue presentada en el marco de la exposición Les femmes oubliées de Buchenwald en el Museo Jean Moulin de París. En marzo de 2013, con motivo del 70 aniversario de la deportación de los sinti de la región de Stuttgart, se leyeron sus memorias en una ceremonia ecuménica de conmemoración en la que participaron los obispos Gebhard Fürst y Ulrich Fischer.

## Publicaciones
- Daniel Strauss (ed.): " ... weggekommen. Berichte und Zeugnisse von Sinti, die die NS-Verfolgung überlebt haben."  (...salimos. Informes y testimonios de sintianos que sobrevivieron a la persecución nazi) Berlín 2000.
- Dorothea Kiderlen: "Verfolgung und Vernichtung der Ravensburger Sinti" (Persecución y exterminio de los sinti de Ravensburg) Peter Eitel (ed.), Ravensburg in the Third Reich. Aportes a la historia de la ciudad, 2. edición Ravensburg 1998.